# Rewizja (prawo procesowe)
Rewizja (oryg. niem. Revision ) – środek zaskarżenia orzeczenia wykształcony w prawie II Rzeszy niemieckiej. Nazwę tę odnosi się także do instytucji polskiego prawa procesowego.
Na gruncie ogólnoniemieckiej ustawy procesowej z 21 stycznia 1877 (Zivilprozessordnung), która regulowała proces trójinstancyjny, rewizja była zwyczajnym środkiem odwoławczym. Miała zapewniać ochronę interesów skarżącego. Polegała na przeanalizowaniu zaskarżonego orzeczenia pod kątem zgodności z prawem (kontrola legalności orzeczenia) oraz okolicznościami sprawy (kontrola zasadności orzeczenia). Na jej podstawie sąd odwoławczy mógł zmienić zaskarżone orzeczenie lub wydać nowe (orzeczenie reformatoryjne, iudicum rescissorium) .
Model rewizji konkurował z francuskim modelem kasacji. Rewizję wprowadzono w prawie szwajcarskim (w kantonach niemieckojęzycznych), austriackim, węgierskim czechosłowackim i jugosłowiańskim . W polskim postępowaniu karnym rewizję wprowadzono w drodze noweli do Kodeksu postępowania karnego z 27 kwietnia 1949; był to element wprowadzenia procesu dwuinstancyjnego. Od 1950 do 1996 instytucję rewizji znało także polskie postępowanie cywilne. Osobną instytucją była rewizja nadzwyczajna .